# Asprières
Asprières – miejscowość i gmina we Francji, w regionie Oksytania, w departamencie Aveyron. W 2013 roku populacja gminy wynosiła 718 mieszkańców. Przez teren gminy przepływa rzeka Lot. 